# Station Médan
Station Médan is het spoorwegstation van de Franse gemeente Médan. Het station ligt op kilometerpunt 31,560 van de spoorlijn Paris Saint-Lazare - Le Havre.
Het station werd tot 2008 een enkele keer door treinen van Transilien lijn J aangedaan, maar is sindsdien gesloten.